# Жёлтый профсоюз
«Жёлтый профсоюз» — рабочая организация, которая находится под влиянием своего работодателя; не является формой независимого профсоюза. Профсоюзы, организованные или управляемые самими компаниями запрещены международным трудовым законодательством согласно конвенции МОТ (№98, статья 2). Такие организации были объявлены вне закона в США в соответствии с национальным законом о трудовых отношениях от 1935 года (§8), поскольку они использовались в качестве агентов для вмешательства в работу независимых профсоюзов. Именно такими были все легальные профсоюзы в СССР и остались многие профсоюзы государственных предприятий в нынешней РФ. В XXI веке «жёлтые профсоюзы» сохраняются во многих странах, особенно с авторитарной формой правления.

## История

### США
Одними из первых «жёлтых профсоюзов» в США можно назвать организации, которые были созданы на шахтах Джона Д. Рокфеллера-младшего в 1914 году. После бойни в Ладлоу, в результате которой погибло 19 бастующих шахтёров рокфеллеровской компании Colorado Fuel and Iron Company, опираясь на идеи эксперта по трудовым отношения Уильяма Маккензи Кинга (будущего премьер-министра Канады), при компании были созданы профессиональные союзы, подконтрольные руководству предприятия.
В 1935 году в США был принят Национальный закон о трудовых отношениях, раздел 8(a)(2) которого фактически запрещает работодателям создавать подконтрольные профсоюзы.